# Johannes Dumichen
Johannes Dumichen (ur. 15 października 1833 w Weißholz w pobliżu Głogowa, zm. 7 lutego 1894 w Strasburgu) – niemiecki egiptolog.
Studiował filologię i teologię w Berlinie i we Wrocławiu. W 1872 roku został wybrany profesorem egiptologii na Uniwersytecie w Strasburgu.
Wśród jego prac są:
- "Bauurkunde des Tempels von Dendera" (1865);
- "Geographische Inschriften altagyptischer Denkmhler" (1865 1885);
- "Altagyptische Kalenderinschriften" (1866);
- "Altagypt Tempelinschriflen" (1867);
- "Historische Inschriften altagypt Denkmaler" (1867-1869);
- "Baugeschichte und Beschreibung" (1878);
- "Die kalendarischen Opferfestlisten von-Medinet Habu" (1881);
- "Geschichte des alten Aegypten" (1878-1883);
- "Grabpalasi des Patuamenap Der in der thebanischen Nekropolis" (1884-1894).